# 214772 UNICEF
214772 UNICEF este o planetă minoră (asteroid) din centura de asteroizi. A fost descoperită pe 23 octombrie 2006 la Borbona de Vincenzo Silvano Casulli⁠(d). 
Obiectul prezintă o orbită caracterizată de o semiaxă mare de 3,116594649126 UAi, o excentricitate de 0,06, o înclinație de 7,6 ° în raport cu ecliptica.